# ستيوارت إليوت
ستيوارت إليوت (بالإنجليزية: Stuart Elliott)‏ (و. 1978  م) هو لاعب كرة قدم، من أيرلندا الشمالية، ولد في بلفاست، مركز لعبه هو الجناح ‏.

## مسيرته الكروية
لعب ستيوارت إليوت خلال مسيرته الاحترافية مع 7 أندية في تسعة عشر موسمًا وسجل خلالها 119 هدف ضمن 406 مباراة. حيث فاز في أربعة مواسم بالكأس وفي موسم واحد بالدوري.
خاض ستيوارت إليوت مسيرته مع نادي غلينتوران في موسم 1995–96 في المرة الأولى ليلعب معه خمسة مواسم ثم في موسم 2012–13 لمدة موسم واحد، مشاركًا طوالها في 101 مباراة سجل خلالها 29 هدفًا. ثم انتقل إلى نادي ماذرويل في موسم 2000–01 ولمدة موسمين، حيث شارك في 70 مباراة سجل خلالها 22 هدفًا. لينتقل بعدها إلى نادي هال سيتي في موسم 2002–03 ليلعب معه ستة مواسم، مشاركًا في 193 مباراة سجل خلالها 65 هدفًا. ثم انتقل إلى نادي دونكاستر روفرز في موسم 2007–08 ولمدة موسمين، مشاركًا في 19 مباراة ولم يسجل أي هدف. هذا وانتقل لاحقًا إلى نادي غريمسبي تاون في موسم 2008–09 لمدة موسم واحد، مشاركًا في 11 مباراة سجل خلالها هدفين. ثم انتقل بعدها إلى نادي ستيرلينغ ألبيون في موسم 2009–10 لمدة موسم واحد، مشاركًا في 7 مباريات سجل خلالها هدفًا واحدًا.

## روابط خارجية
- ستيوارت إليوت على موقع قاعدة بيانات كرة القدم.إي يو (الإنجليزية)
- ستيوارت إليوت على موقع ناشيونال فوتبول تيمز (الإنجليزية)
- ستيوارت إليوت على موقع Soccerbase.com (لاعب) (الإنجليزية)
- ستيوارت إليوت على موقع Soccerway.com (الإنجليزية)
- ستيوارت إليوت على موقع عالم كرة القدم.نت (الإنجليزية)